# 马乌莱河战役
马乌莱河战役是马普切人与印加帝国在现今的智利爆發的一场战役。後人普遍相信，这场持續三天的战役发生于图帕克·印加·尤潘基统治时期（公元1471－1493），并标志了印加帝國向南扩张的结束。

## 過程
印加将军辛奇鲁加经过六年的征战，其军队最终达到了50000人，并征服了智利北部今圣地亚哥附近的科皮亚波、科金博、阿空加瓜、迈波河谷等地区。在确保了迈波河谷的安全之后，辛奇鲁加派了一支約20000人的軍隊南下到马乌莱河谷。
皮昆切人（北方马普切人）居住的地带从迈波河谷南部向南延伸到伊塔塔河。印加軍隊到來時，皮昆切人拒绝屈服于印加人的统治，并召集了在马乌莱河南边的盟友们，安塔利人、平库人與考基人共同反对入侵者。这一反抗之举使他们有了他们专有的名字：普鲁毛加人（Purumaucas）。在克丘亚语里，“普鲁毛加”意为“野人”，指的是未被印加人统治的人。西班牙人之后将这个名字誤譯為“普罗毛加”（Promaucaes）。
印加人穿越了马乌莱河，并按照他们的古老传统，派出信使要求普鲁毛加人屈服于印加人的统治，否则就会诉诸武力。普鲁毛加人已经下定了“不自由，毋宁死”的决心，并回复「胜者将是败者的主人，印加人很快就会看见我們普鲁毛加人是如何回应的。」幾天后，約18000到20000名战士的普鲁毛加人及其盟友们，行軍至印加人的营地前，并在该地扎营。印加人尝试了外交手段，表露和平與友好，宣称他们不会夺取对方的土地和财产，只是想让对方能活得像人一样。普鲁毛加人回复说，他们来到此地，並不是为了浪费时间说废话和讲道理，而是战斗，直到胜利或者死去。印加人答应了第二天开战。
次日，戰爭爆發。戰鬥持續了一整天，但没有任一方佔據优势，雙方的伤亡同樣慘重。同樣的戰鬥又持續了兩天，直到第三天战斗结束时，双方已有半数以上的人阵亡，而活着的人几乎都受伤了。第四天，双方皆未离开自己的营地，并强化了各自的營地，壁壘分明地對峙了三天。第七天，普鲁毛加人及其盟友撤退，并且宣称自己胜利了。